# الجلد وعدوى بنية الجلد
عدوى الجلد وبنية الجلد (SSSIs) (بالإنجليزية: Skin and skin structure infection)‏ والتي يشار إليها أيضا بإلتهابات الجلد وإلتهابات الانسجة الرخوة (SSTIs)، أو الإلتهابات البكتيرية الجلدية وعدوى بنية الجلد (ABSSSIs)، فهي عبارة عن التهابات الجلد والانسجة الرخوة المرتبطة بها على سبيل المثال (النسيج الضام الرخو) والاغشية المخاطية. غالبا، مايكون المسبب المرضي هو نوع من أنواع البكتريا - منذ إعادة توصيف الجلد وعدوى بنية الجلد مثل الالتهابات البكتيرية وعدوى بنية الجلد، فهذة العدوى تتطلب العلاج باستخدام المضادات الحيوية.

## الأنواع
فحتى عام 2008 , لقد مُيز صنفين: المعقد وغير المعقد، والتي لديها الموافقات التنظيمية المختلفة. النوع غير المعقد يتضمن: الخراج الطفيف، الافات، الالتهابات والتهاب النسيج الخلوي. اما النوع المعقد يتضمن العدوى التي تصيب الانسجة الرخوة العميقة أو التي تتطلب التدحل الجراحي، على سبيل المثال: القرح، الحروق الخراجات، أو أي حالة مرضية كامنة تودي الي تعقيد الاستجابة للعلاج.
كمالاحظت هيئة التنمية الجراحية بأن حالات العدوى أو الالتهابات السطحية أو الخراجات في موضع تشريحي كما في منطقة المستقيم يكون خطر الإصابة بالامراض الاهوائية أو سالبة الجرام أعلى تعقيدا." غالبا ماتحدث الفئة الغير معقدة بسبب المكورات العنقودية الذهبية والمكورات العقدية المقيحة. في حين ان الفئة المعقدة قد تكون ناتجة أيضا عن مسببات امراض أخرى.
كما في عام 2013 كان النوع المعقد هو المسؤول عن الإصابة بمتلازمة نقص المناعة المكتسبة بنسبة 40%.